# 동방식민운동
동방식민운동(東方殖民運動, 독일어: Ostsiedlung, 영어: east settling)은 중세(中世)에 일어났던, 인구밀도가 희박했던 중, 동부 유럽을 향한 일련의 독일인의 이주와 정착이다. 대상 지역은 지금의 구 동독지역, 폴란드 서부, 동프로이센, 트란실바니아와 라트비아 및 에스토니아의 해안 일대에까지 뻗어 있었다. 동방식민운동은 신성로마제국과 튜턴 기사단의 영토 확장에 따라서 이루어졌다.
동방식민운동에 따른 독일인 이주민은 제 2차 세계대전 때까지 중동부 유럽 각국에 널리 퍼져 있었으며, 지금도 일부가 남아 있다.

## 같이 보기
- 중유럽과 동유럽에서의 게르만족 이주사(영어판)